# 駐日ベラルーシ大使館
駐日ベラルーシ大使館（ベラルーシ語: Пасольства Беларусі ў Японіі、ロシア語: Посольство Беларуси в Японии、英語: Embassy of Belarus in Japan）は、ベラルーシが日本の首都東京に設置している大使館である。在東京ベラルーシ大使館（ベラルーシ語: Пасольства Беларусі ў Токіо、ロシア語: Посольство Беларуси в Токио、英語: Embassy of Belarus in Tokyo）とも。

## 沿革
1991年8月25日に白ロシア・ソビエト社会主義共和国（ベロルシア・ソビエト社会主義共和国）がソビエト連邦からの独立を宣言した後、同年9月19日、国名をベラルーシ共和国に改称。同年12月28日に日本がベラルーシの独立を承認した後、1992年1月26日に両国間の外交関係が樹立される。1995年7月に大使館が開設された。

## 所在地
| 日本語   | 〒141-0022 東京都品川区東五反田5-6-32               |
| ロシア語 | 141-0022 Токио, Синагава-ку, Хигасиготанда 5-6-32   |
| 英語     | Higashigotanda 5-6-32, Shinagawa-ku, Tokyo 141-0022 |

## 大使
2022年12月1日より、エヴゲーニイ・ラヴリネンコ三等書記官が臨時代理大使を務めている。
初代駐日大使ピョートル・クラウチェンカは、外務大臣経験者である。

## ギャラリー

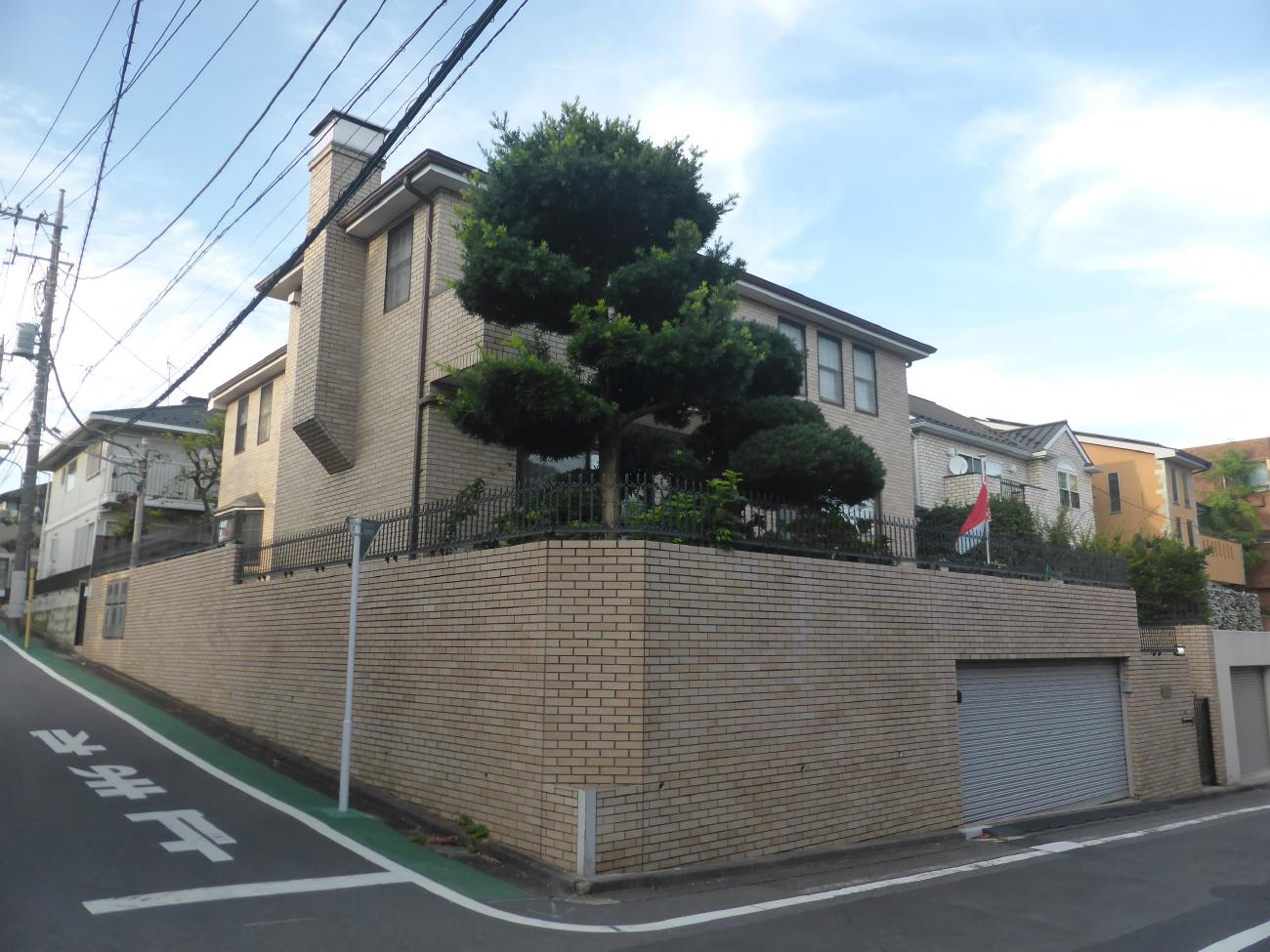
ベラルーシ大使館全景
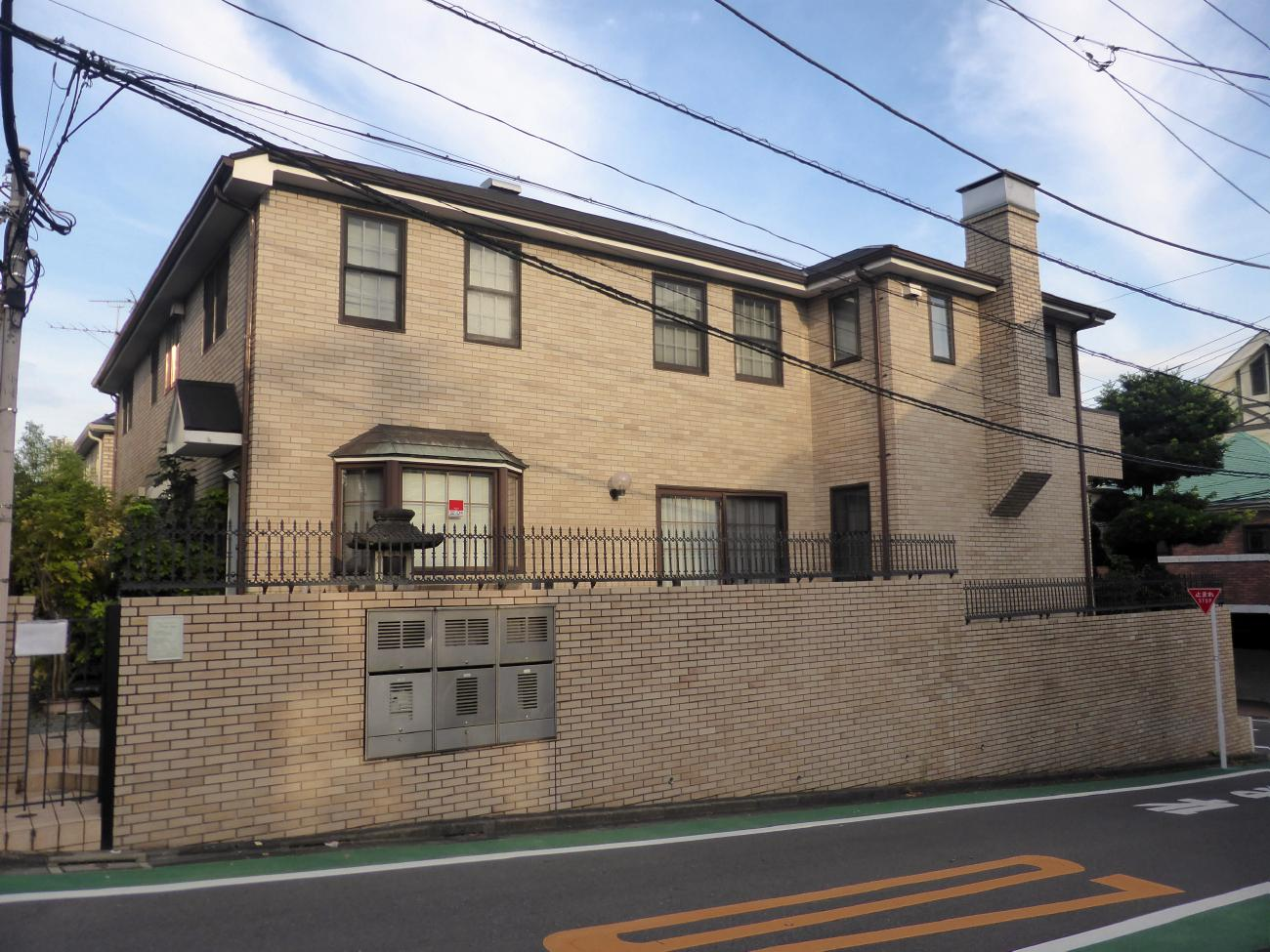
ベラルーシ大使館側面
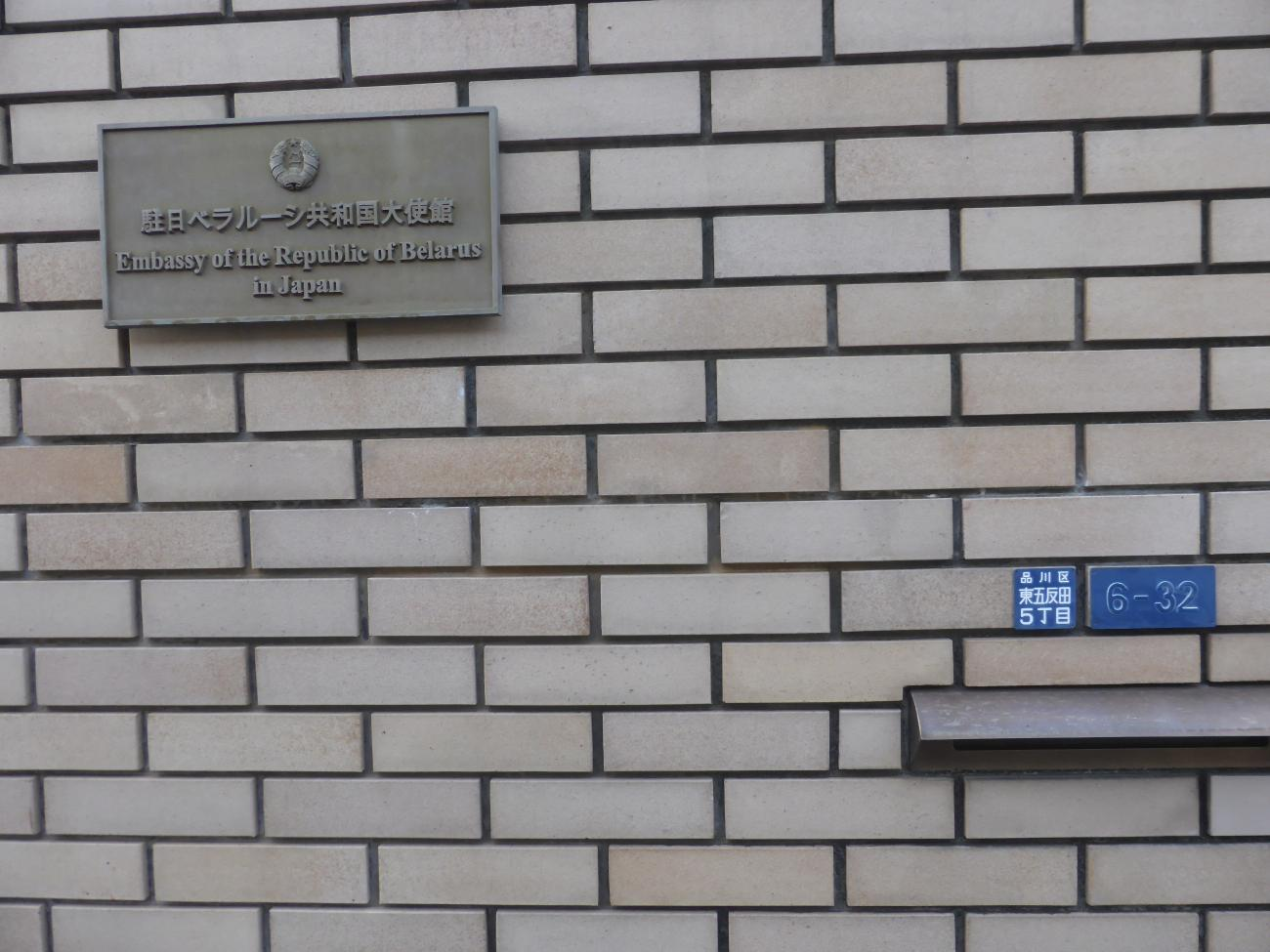
ベラルーシ大使館表札
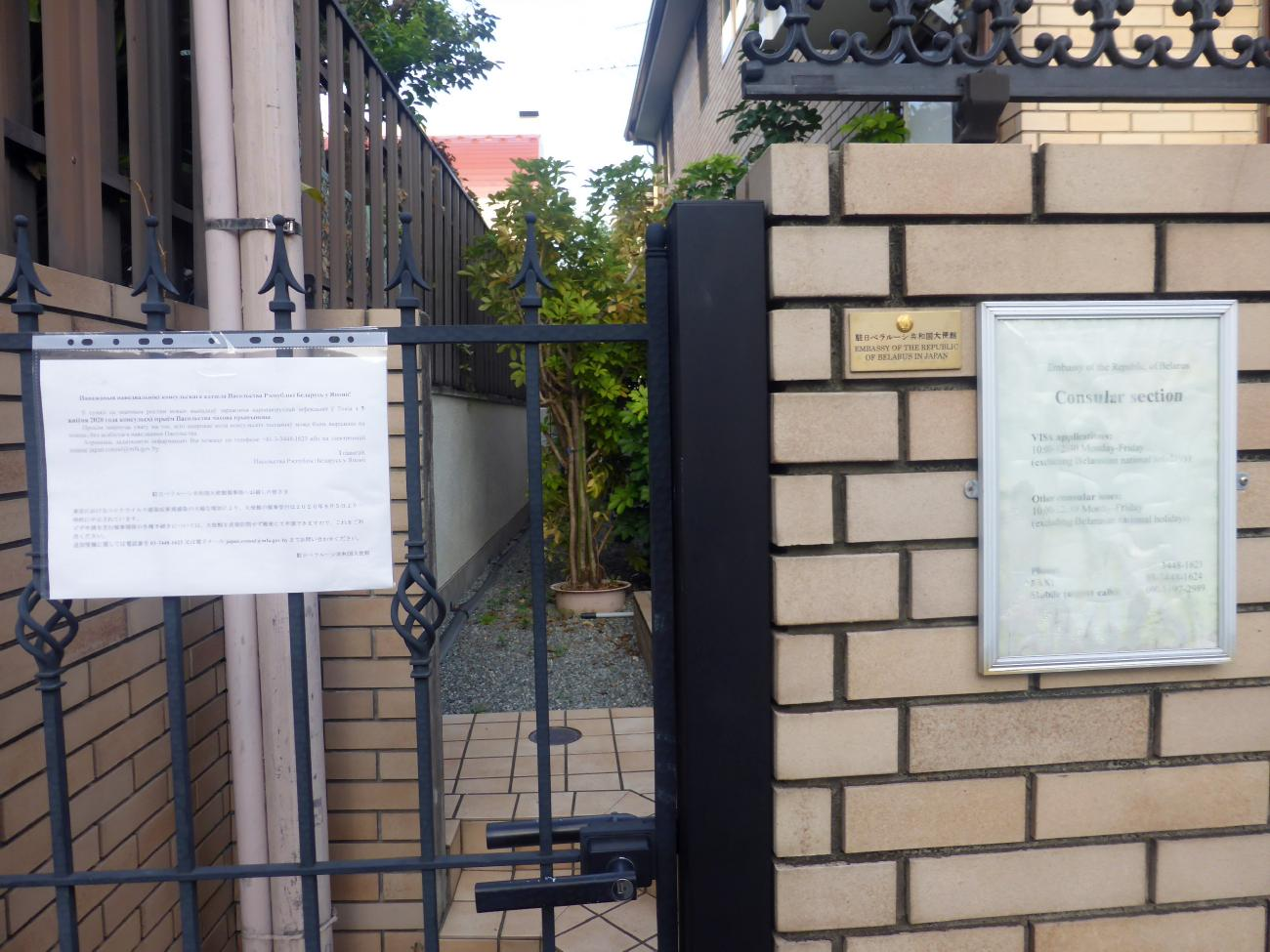
ベラルーシ大使館裏門